# Гай Цецилий Корнут
Гай Цецилий Корнут (на латински: Gaius Caecilius Cornutus) е политик на Римската република през 1 век пр.н.е. Произлиза от фамилията Цецилии, клон Корнут.
Гай Цецилий Корнут става проконсул, управител на римската провинция Витиния и Понт през 56/55 пр.н.е.